# Giulio Orlando
Giulio Cesare Orlando (Martina Franca, 22 maggio 1926 – Fermo, 18 maggio 2017) è stato un politico italiano.

## Biografia
Laureatosi in giurisprudenza all'Università di Bologna, nel 1951 fu nominato capo del servizio studi dell'Ente Delta Padano, sempre a Bologna; successivamente passò a Roma dove nel 1955 assunse l'incarico del servizio studi e orientamento sociale presso l'Ente Maremma e successivamente fu chiamato a dirigere l'ufficio studi del Ministero dell'agricoltura e delle foreste e incaricato della stesura del primo piano verde e delle leggi delegate sul riordino dei Consorzi di Bonifica e degli Enti di Sviluppo agricolo.
Nel 1957 sposò la poetessa Giovanna Bemporad. 
Nel 1960 fu eletto presidente dell'IRVAM (Istituto Ricerche di Mercato in Agricoltura). Per la competenza acquisita nei problemi dello sviluppo delle aree depresse, il Presidente del Cile, Edoardo Frey, gli chiese di elaborare nuove leggi agricole e di bonifica della Repubblica del Cile e nel 1966 gli conferì a Roma la massima onorificenza delle Stato Cileno.
Nel 1963 divenne capo dell'Ufficio Stampa del Ministero dell'Interno nel I Governo Leone e nel 1965 fu nominato capo della segreteria politica dal Segretario della Democrazia Cristiana, On. Mariano Rumor; vi rimase fino al 1969.
Il 19 maggio 1968, con la quinta legislatura fu eletto per la prima volta senatore della Repubblica Italiana nella Circoscrizione di Martina Franca; fu rieletto per altre cinque legislature fino al 1992. Nelle sei legislature è stato sempre componente della Commissione Affari Esteri ricoprendo la carica di segretario del gruppo democristiano.
Nel 1970 fu uno dei principali artefici del riconoscimento diplomatico della Repubblica Popolare Cinese da parte dell'Italia. Da allora le relazioni politiche, economiche, diplomatiche e culturali con la Cina sono andate via via ad intensificarsi e rafforzarsi anche per i rapporti amichevoli con i massimi dirigenti della Repubblica Popolare, da Zhao Ziyang, Hu Yaobang, Li Peng, Jiang Zemin e Deng Xiaoping.
Il 7 maggio 1972 entrò a far parte del Governo come sottosegretario di Stato al Ministero del commercio con l'estero nel II Governo Andreotti e IV e V Governo Rumor. Anche in qualità di Presidente della Commissione per le importazioni, in quegli anni si impegnò in una lunga serie di viaggi all'estero per promuovere lo sviluppo degli scambi commerciali, intensificando le relazioni internazionali con l'Albania, la Persia, il Venezuela, la Polonia, le due Germanie, la Russia, il Sudan, l'Austria, la Bulgaria, l'Ungheria, il Portogallo e naturalmente la Cina. 
Il 23 novembre 1974, Orlando fu nominato Ministro delle poste e delle telecomunicazioni (IV e V Governo Moro). Nel periodo del suo mandato fu approvata la Legge di Riforma RAI-TV, ancora oggi in vigore, con le piccole modifiche introdotte dalle leggi Mammì e Gasparri. Con la scelta del sistema tedesco P.A.L. ebbero inizio le trasmissioni televisive a colori e fu costituito il Comitato per le Radiofrequenze che predispose la prima mappa delle radiofrequenze nazionali. Nello stesso periodo fu rilanciata la filatelia italiana, fu istituita la meccanizzazione e automazione postale, furono approvati alloggi per il personale e case albergo, riaperte le graduatorie degli idonei di alcuni concorsi, insediata la Commissione per la costituzione dell'azienda Posta e Bancoposta e dell'azienda di telecomunicazioni, inaugurati i collegamenti via satellite con Sudan, Arabia Saudita, Senegal, Brasile.
Nel 1978 fu nominato presidente dell'Istituto Italiano per l'Asia, ente di natura privata con la forte vocazione a mettere in relazione i livelli pubblici e privati, in campo politico, culturale e di cooperazione economica. Nel 1982 fu nominato vicepresidente dell'Istituto Italo-Africano. 
Nel 1984 Ciriaco De Mita, segretario della Democrazia Cristiana, lo nominò Dirigente del Dipartimento Affari Internazionali della Democrazia Cristiana per la sua cultura in politica estera. In questo periodo il Dipartimento divenne un piccolo Ministero degli Esteri e Orlando si impegnò con determinazione a rappresentare l'Italia, incontrando decine di delegazioni politiche, diplomatiche e imprenditoriali. 
Dal 1987 al 1993 fu Presidente del gruppo parlamentare italo-tedesco e ricevette dal Cancelliere Brandt la massima onorificenza della Repubblica tedesca. 
Nel 1990, all'unanimità, venne eletto Presidente della Commissione bicamerale dell'Assemblea dell'Atlantico del Nord e Presidente della Commissione per il Mediterraneo della NATO. Rimase in carica fino al novembre 1992, anno in cui termina il proprio mandato parlamentare.
È stato presidente dell'associazione Italia-Libia e il 7 ottobre 2008 è stato insignito dell'onorificenza del “Grande El-Fatha” dalla Grande Giamahiria nel “Giorno della lealtà” unitamente a Giulio Andreotti, Massimo D’Alema, Giuseppe Pisanu, Vittorio Sgarbi per i lavori e gli sforzi eccellenti da lui compiuti per consolidare i sentimenti di amicizia e cooperazione fra il Popolo libico e il popolo italiano, per mezzo dei quali si è giunti alla firma del trattato di amicizia, partenariato e di cooperazione fra i due paesi. Ha inoltre ricoperto la carica di componente del Consiglio direttivo dell'Associazione italo-araba e dell'IPALMO. 
È stato inviato, dall'Unione europea, come osservatore per le prime elezioni in Zimbabwe, Albania, Eritrea e Sudafrica.
In qualità di Presidente, si è impegnato per lo sviluppo del Festival della Valle d'Itria di Martina Franca.